# Єжовець
Єжовець (хорв. Ježovec) — населений пункт у Хорватії, у Вараждинській жупанії у складі громади Бедня.

## Населення
Населення за даними перепису 2011 року становило 305 осіб.
Динаміка чисельності населення поселення:

## Клімат
Середня річна температура становить 9,69 °C, середня максимальна — 23,97 °C, а середня мінімальна — -6,53 °C. Середня річна кількість опадів — 1092 мм.
| Клімат поселення                              | Клімат поселення | Клімат поселення | Клімат поселення | Клімат поселення | Клімат поселення | Клімат поселення | Клімат поселення | Клімат поселення | Клімат поселення | Клімат поселення | Клімат поселення | Клімат поселення | Клімат поселення |
| Показник                                      | Січ.             | Лют.             | Бер.             | Квіт.            | Трав.            | Черв.            | Лип.             | Серп.            | Вер.             | Жовт.            | Лист.            | Груд.            |                  |
| Середній максимум, °C                         | 5,72             | 7,46             | 11,50            | 15,68            | 20,68            | 23,97            | 23,12            | 22,44            | 18,55            | 13,30            | 7,83             | 4,10             |                  |
| Середня температура, °C                       | −0,39            | 1,34             | 5,37             | 9,56             | 14,56            | 17,84            | 19,57            | 18,88            | 15,00            | 9,74             | 4,28             | 0,54             |                  |
| Середній мінімум, °C                          | −6,53            | −4,8             | −0,76            | 3,43             | 8,44             | 11,71            | 16,02            | 15,33            | 11,44            | 6,18             | 0,72             | −3,01            |                  |
| Норма опадів, мм                              | 51               | 57               | 76               | 83               | 94               | 126              | 111              | 106              | 105              | 103              | 101              | 79               |                  |
| Середньомісячна швидкість вітру, м/с          | 1.76             | 1.95             | 2.30             | 2.30             | 2.20             | 1.99             | 1.90             | 1.70             | 1.70             | 1.80             | 1.90             | 1.86             |                  |
| Середньомісячна сонячна радіація, кДж/м²·день | 4126             | 6839             | 10494            | 14737            | 18746            | 20551            | 21178            | 18393            | 13663            | 8591             | 4572             | 3255             |                  |
| --------------------------------------------- | ---------------- | ---------------- | ---------------- | ---------------- | ---------------- | ---------------- | ---------------- | ---------------- | ---------------- | ---------------- | ---------------- | ---------------- | ---------------- |
| Джерело:                                      |                  |                  |                  |                  |                  |                  |                  |                  |                  |                  |                  |                  |                  |